# Амори де Монфор (священник)
Амори де Монфор (фр. Amaury de Montfort; 1242/1243 — около 1300) — английский аристократ и священник, титулярный граф Лестер с 1271 года, третий из сыновей Симона де Монфора, 6-го графа Лестера, и английской принцессы Элеоноры Плантагенет. Избравший духовную карьеру, он при жизни отца получил ряд бенефициев в Англии, но лишился их после его гибели в 1265 году. После этого он с матерью и младшим братом Ричардом бежал во Францию.
С 1268 года Амори учился в Падуанском университете. В апреле 1271 года его обвинили в причастности к убийству Генриха Алеманского, осуществлённого его двумя братьями, но его оправдали, поскольку было доказано, что в момент убийства он находился в Падуе и был тяжело болен. После смерти старшего брата Симона Амори стал использовать ранее принадлежавший отцу титул графа Лестера, а также безуспешно пытался вернуть отцовское наследство в Англии. В 1276 году он оказался в заключении в Англии и получил свободу только в 1282 году на условиях отречения от наследственных прав на английскую корону, хотя и продолжил попытки вернуть отцовские владения. После смерти последнего из братьев, Ги, Амори по некоторым сведениям снял с себя духовный сан и стал рыцарем, посвятив себя наставничеству над двумя племянницами. Детей он не оставил, а свои права на наследство Монфоров в Англии завещал папе римскому.

## Происхождение
Амори происходил из французского рода Монфор-л’Амори. Его предки владели французской сеньорией с центром в Монфор-л’Амори в Иль-де-Франсе, а также нормандским графством Эврё. По своим владениям они были вассалами как французских, так и английских королей. Один из представителей рода, Симон (IV) де Монфор, женился на наследнице Роберта де Бомона, 3-го графа Лестер, благодаря чему его сын, Симон IV де Монфор, после смерти в 1204 году деда, оказался одним из двух наследников обширных владений Бомонов в Англии.
Симон IV де Монфор в 1208 году возглавил Альбигойский крестовый поход, стремясь завоевать себе владения в Южной Франции. Он погиб в 1218 году, оставив несколько сыновей. Судя по источникам, Симон из-за англо-французской войны так и не успел вступить во владение английским наследством. Однако его права на владения Бомонов остались в силе, перейдя к его старшему сыну Амори VI, а тот не позже 1230 года передал их младшему брату Симону (V) де Монфору, который в итоге в 1230 году отправился в Англию, предъявив права на владения и титул графа Лестера. В итоге в 1231 году он получил половину владений Бомонов и постепенно стал важной фигурой при английском дворе. В 1238 году Симон тайно женился на английской принцессе Элеоноре, дочери короля Иоанна Безземельного, сестре короля Генриха III. Для неё это был второй брак: первый муж, Уильям Маршал, 2-й граф Пембрук, умер в 1231 году, не оставив наследников. Этот брак вызвал большой скандал, поскольку Элеонора после смерти первого мужа дала обет безбрачия. Но Симон де Монфор съездил в Рим и добился у папы разрешения на брак. А в 1239 году ему был официально присвоен титул графа Лестера.
Амори был третьим из сыновей, родившихся в этом браке. У него было двое старших братьев, Генри и Симон Младший, двое младших, Ричард и Ги, а также сестра Элеонора.

## Биография
Амори родился в 1242 или 1243 году. В детстве он некоторое время воспитывался вместе со старшим братом Генри в доме Роберта Гроссетеста, епископа Линкольна, и ему была уготована духовная карьера. В апреле 1259 года он уже был капелланом и землевладельцем в Эврё, где впоследствии получил священнический сан. В 1260 году архиепископ Руана Эд Риго, друг его отца, пожаловал Амори пребенду в своём соборе.
Как и его братья, Амори извлёк из положения отца, который в 1263—1265 году был фактическим правителем Англии, большую выгоду. Вероятно, в 1263 году он приобрёл пребенду в соборе Святого Павла в Лондоне, в 1264 году — пребенду в богатом приходском доме в Сент-Вендроне в Корнуолле. А в феврале 1265 года Амори получил один из богатейших бенефиций в Англии — стал казначеем Йоркского собора. Кроме того, между 1263 и 1265 годами он получил ещё и пребенду в Линкольне. В этот период он находился в нижних чинах церкви, занимая положение ниже иподиакона, поскольку только в декабре 1267 года Эд Риго выдал Амори разрешение быть рукоположенным в высшие чины вплоть до епископского.
Как считает историк Джон Мэддикотт, возможно, что положению в церкви в этот период Амори был обязан не только влиянию отца, но и своей учёностью. Один из современных хронистов упоминает его как «духовное лицо выдающейся учёности». Его учителем был некий мастер Николас, которого Роджер Бэкон причислял к лучшим математикам своего времени и который был автором алхимического трактата.
После гибели 4 августа 1265 года в битве при Ившеме Симона де Монфора вернувший себе власть король Генрих III уже 7 августа сместил Амори с должности казначея Йорка. Сам юноша вместе с матерью и младшим братом Ричардом бежали во Францию. В одной из хроник сообщается, что Амори украл из казначейства собора часть 11 тысяч марок, которые они с братом Ричардом 18 сентября привезли с собой в Гравлин.
В 1268 году Амори уехал в Италию, где следующие 3 года учился в Падуанском университете, а также был назначен папским капелланом.
После того, как двое его братьев 13 марта 1271 года убили в Витербо Генриха Алеманского, в апреле ему было предъявлено обвинение в соучастии, однако епископ и капитул Падуи, учёные университета и жители города вступились за него, написав, что юноша не покидал Падую и, кроме того, в момент убийства был тяжело болен, страдая от лихорадки.
19 апреля 1272 года Амори был в Риме, откуда вернул аббату Монтекассино 3 книги по медицине, которые он, вероятно, брал для своих занятий в университете. К этому времени он стал использовать титул «граф Лестер» — вероятно, после смерти старшего брата Симона. Кроме того, он по-прежнему называл себя казначеем Йорка.
В 1273 году Амори попытался вернуться в Англию в сопровождении старого друга отца — Стефана Берстеда, епископа Чичестерского, однако ставший к тому моменту королём Эдуард I не позволил им ступить на английскую землю.
В октябре 1274 года Амори подал в суд на Эдмунда Мортимера, назначенного вместо него казначеем Йорка, а также побудил папу римского пригрозить Мортимеру отлучением от церкви. Год спустя он добивался отмены папских порицаний отца, которые до сих пор действовали.
В конце 1275 или начале 1276 года Амори отправился в Уэльс, сопровождая свою сестру Элеонору для её брака с Лливелином ап-Грифидом, но был схвачен в Бристоле. Эдуард I, который всё ещё подозревал Монфора в причастности к убийству двоюродного брата и государственной измене, заключил его в замке Корф. Позже Амори перевели сначала в Шернбонский замок, а затем в Замок Тонтон. Свободу он получил только 21 апреля 1282 года на условиях отречения от претензий на английскую корону. За время заключения Амори написал 3 богословских трактата, оригинал которых сохранился до наших дней. В них он много рассказывает о своих собственных надеждах и страхах; также в трактатах содержится достаточно личный набор признаний.
22 мая 1282 года Амори из Арраса отправил королю письмо, поблагодарив его за проявленную милость, пообещав верность и попросив свободы, чтобы «восстановить свои права» в английском суде, однако его требования были проигнорированы. Тогда в декабре 1284 года он подал иск в римский суд против Эдмунда Ланкастерского, брата Эдуарда I, требуя возвращения своего наследства.
В 1286 году Амори находился в Париже, занимаясь делами, связанными с завещанием его матери, душеприказчиком которой он был. В 1289 году он составил собственное завещание в Монтаржи к югу от Парижа — в доме доминиканских монахинь, где умерла его мать. Согласно ему, свои наследственные права в Англии Амори завещал папе римскому и его кардиналам, возложив на них ответственность за восстановление прав Монфоров в королевстве.
Есть свидетельства, что после смерти в 1291/1292 годах своего младшего брата Ги Амори отказался от духовного сана и стал рыцарем, а впоследствии отправился в Италию, где стал наставником двух дочерей покойного брата. Поскольку в 1302 году папа Бонифаций VIII получил заверенную нотариусом копию завещания Монфора, Амори, вероятно, умер незадолго до этого — около 1300 года.
Амори был последним представителем английской ветви Монфоров по мужской линии, поскольку все его братья умерли раньше него. Потомство оставили только 2 дочери его брата Ги, которые вышли замуж в Италии, где их потомки и жили.